# Lethe isabella
Lethe isabella är en fjärilsart som beskrevs av Butler 1866. Lethe isabella ingår i släktet Lethe och familjen praktfjärilar. Inga underarter finns listade i Catalogue of Life.